# Turba
Turba är en småköping (estniska: alevik) i Estland.   Den ligger i Nissi kommun i landskapet Harjumaa, i den nordvästra delen av landet, 50 km sydväst om huvudstaden Tallinn. Turba ligger 51 meter över havet och antalet invånare är 1 096.

## Geografi
Terrängen runt Turba är mycket platt. Runt Turba är det glesbefolkat, med 12 invånare per kvadratkilometer. Turba är det största samhället i trakten. I omgivningarna runt Turba växer i huvudsak blandskog.